# دراسات النوع الأدبي
دراسات النوع الأدبي هي مادة أكاديمية تدرس نظرية النوع الأدبي باعتبارها فرعًا من النظريات النقدية العامة في العديد من المجالات المختلفة، بما في ذلك الأدبية أو الفنية أو اللغوية أو الخطابية.
دراسات النوع الأدبي تخضع للمنهج البنيوي كمنهج لدراسة النوع والنظرية النوعية كذلك النظرية الأدبية، نظرية الفيلم، وغيرها من النظريات الثقافية. وكذلك تُعنى دراسة النوع الأدبي بفحص العناصر الهيكلية التي تتحد في سرد قصةٍ ما، ومن خلال هذا التدقيق في كيفية سرد القصة تجد النظرية أنماطا مختلفة في مجموعات متنوعة من القصص. عندما تبدأ هذه العناصر (أو الرموز السيميائية) في نقل معلومات متأصلة في قلب القصة، يظهر نوع ما أو ترتيب معين للقصة يبرز نوعها الأدبي (مثلا قصة قصيرة، قصة خيالية...إلخ).
تعد اللسانيات الوظيفية النظامية (systematic functional linguistic) أو "SFL" من أفضل الاُطر العلمية التي ساهمت في وصف النوع الأدبي، ويعتقد علماء هذه المدرسة أن بنية اللغة هي جزء لا يتجزأ من السياق الاجتماعي للنص ووظيفته. باحثو اللغة الإنجليزية كلغة ثانية في كثير من الأحيان يقومون بإجراء البحوث التي تركز على فائدة الأنواع في علم أصول التدريس.
هناك مدرسة أخرى من دراسات الأنواع الأدبية تُعنى بدراسة الآثار التربوية لهذا المبحث وتسمى «اللغة الإنجليزية لأغراض محددة» أو "ESP". يركز باحثو ESP على إمكانية دراسة النوع الأدبي بطريقة تساعد الناطقين باللغة الإنجليزية كلغة أخرى وعلى كيفية استخدام اللغة والاتفاقيات الخاصة بها من خلال تطبيق تحليل النوع الأدبي، وتحديد عناصر الخطاب مثل السجل الخطابي، وتكوين هياكل المفاهيم والنوع الأدبي، وطرق تفكير وعمل مجتمع الخطاب المحدد، وما إلى ذلك لإحداث تغييرات في المخططات الأدبية.
هناك نوع آخر من أنواع دراسات النوع الأدبي يرمز له ب (آر جي إس) "RGS" النوع الأدبي كعمل اجتماعي. ظهرت RGS في مقالة كارولين ر. ميلر «النوع كعمل اجتماعي».

## الفروع الأدبية واللغوية

### لغويات وظيفية نظامية
يعتقد علماء اللغويات الوظيفية النظامية (SFL) أن اللغة يتم تنظيمها داخل الثقافات بناءً على الإيديولوجيات الثقافية. يشير معنى «النظامية» في SFL إلى النظام ككل، حيث يتم اتخاذ الخيارات اللغوية. تعتمد هذه النظرية SFL إلى حد كبير على عمل Michael Halliday مايكل هاليدي، الذي يعتقد أن الأفراد يتخذون خيارات لغوية استنادًا إلى أيديولوجيات الأنظمة التي يعيشها هؤلاء الأفراد في ثقافة ما. بالنسبة لهاليداي، هناك «شبكة من المعاني» داخل الثقافة، والتي من خلالها يتشكل ذلك «الشبه الاجتماعي» لتلك الثقافة. يتم ترميز هذا «بالسيمياء الاجتماعية» والتي تعني التشابه الثقافي، حيث تتجلى تلك الشفرات والرموز الثقافية ويتم المحافظة على بقاءها من خلال النص أو الخطاب الثقافي. بالنسبة لهاليداي، تتكرر السياقات التي تُنتج فيها النصوص، فيما يسميه «أنواع المواقف». اعتاد الأشخاص الذين نشأوا ضمن ثقافة معينة على «أنواع المواقف» التي تحدث داخل تلك الثقافة، وهم أكثر قدرة على المناورة من خلال «أنواع المواقف» داخل تلك الثقافة عنهم من الأشخاص الذين لم ينشأوا داخلها.
أنشأ هاليداي نهج جديد في السياق الثقافي يتعلق بتأثير تشكيل «أنواع المواقف» المتكررة على النوع الأدبي والذي سرعان ماتبناه علماء آخرين، مثل جيمس مارتن. قاد مارتن النهج التربوي SFL ، الذي أكد على دور السياق في تكوين النص. اعتقد مارتن ورفاقه أن المقاربات القائمة على إتصال السياق في بناء النص تتجاهل أهمية الثقافة على النصوص التعليمية، والتي غالبا ما تميز طلاب الطبقة العليا والوسطى على حساب الطلاب المنتمين لطبقات متدنية في المجتمع. وفقًا لما قاله مارتن وغيره من علماء اللغويات الوظيفية النظامية SFL ، فإنه لابد من التركيز الصريح على النوع الأدبي لأن ذلك من شأنه تطوير عملية تدريس الكتابة والقراءة. فبوسع التركيز على النوع الأدبي الكشف عن السياقات التي تؤثر على النصوص، وبالتالي نتمكن من تدريس تلك السياقات للطلاب، بحيث يمكنهم إنشاء نصوص مستنيرة ثقافياً.
طور مارتن ورفاقه تعريفًا للنوع الأدبي على أنه «عملية اجتماعية موجهة نحو الأهداف» من خلال عملهم الدؤوب في نطاق النوع الأدبي في المدارس. في نموذج النوع المارتيني، يتم عرض الأنواع الأدبية على مراحل لأن كل مرحلة تنجز مهام تتطلب خطوات متعددة، فنستطيع القول بأن تلك المراحل موجهة نحو الهدف لأن مستخدميها لديهم دوافع لمعرفة انتهاء المراحل حتى النهاية؛ وهم اجتماعيون لأن المستخدمين يوجهون نصوصهم إلى جماهير محددة.

### اللغة الإنجليزية لأغراض معينة (ESP)
إنبثق علم اللغة الإنجليزية لأغراض محددة (ESP) منذ ستينيات القرن الماضي، غير أن رواده لم يبدأوا في استخدام النوع كنهج تربوي حتى الثمانينيات، عندما نشر جون سوالز تحليل النوع: اللغة الإنجليزية في الإعدادات الأكاديمية والبحثية ، وضع المنهجية التي جمعت مابين ESP وتحليل النوع. حدد سوالز سمتين لتحليل النوع ESP: تركيزه على البحث الأكاديمي باللغة الإنجليزية واستخدامه للتحليل النوعي للغايات التطبيقية. يركز ESP على أنواع محددة داخل مجالات النشاط، مثل مهنة الطب، لكنه يركز أيضًا على المفهوم الأوسع للأغراض التواصلية في مجالات الدراسة.

### دراسات الأنواع البلاغية (RGS)
يعتبر علماء دراسات الأنواع البلاغية (وهو مصطلح صاغه أفيفا فريدمان Freedman) النوع الاجتماعي بأنه عملًا اجتماعيًا مُصنَّفًا، كطريقة للتفاعل استنادًا على مواقف اجتماعية متكررة. هذا المبدأ التأسيسي لـ RGS مأخوذ من مقالة كارولين ر. ميلر «النوع كعمل اجتماعي»، والتي نشرت في عام 1984. حيث يفحص مقال ميلر فكرة فرانك لويد بيتزر عن «الفرضية» كرد فعل على المواقف الاجتماعية وكذلك فكرة كينيث بيرك عن «الدافع» كعمل بشري. باستخدام بلتزر Bitzer، على وجه الخصوص، تعتقد ميلر Miller أنه من الممكن دراسة الضرورة باعتبارها «سببًا خارجيًا للخطاب». فهي قادرة على النظر إلى المواقف كإنشاءات اجتماعية مستقلة. حيث تعتبر الأنواع طرق محددة للاستجابة على إنشاءات اجتماعية متكررة الحدوث.
تطور علم دراسات الأنواع الأدبية RGS إلى ما هو أبعد من تعريف ميلر المؤسسي للنوع. تبدأ كارول بيركينكوتر وتوماس هوكين بفكرة أن النوع هو أساس المعرفة، ويجادلان بأن الأنواع تجسد معرفة المجتمعات وطرق عملها. بالنسبة لـ Berkenkotter و Huckin ، فإن النوع يعتبر وسيلة للتنقل في النشاط الاجتماعي. فعلى هذا النحو، يعتبر النوع شيئا ديناميكيا، لأن ظروف النشاط الاجتماعي في حالة تغير مستمر بشكل دائم. بينما التكرار، كما يزعمون، ينطوي على تباين. وعلى هذا النحو أعاد بيركينكوتر وهوكين تعريف النوع كإدراك اجتماعي.

## جوانب نظرية النوع

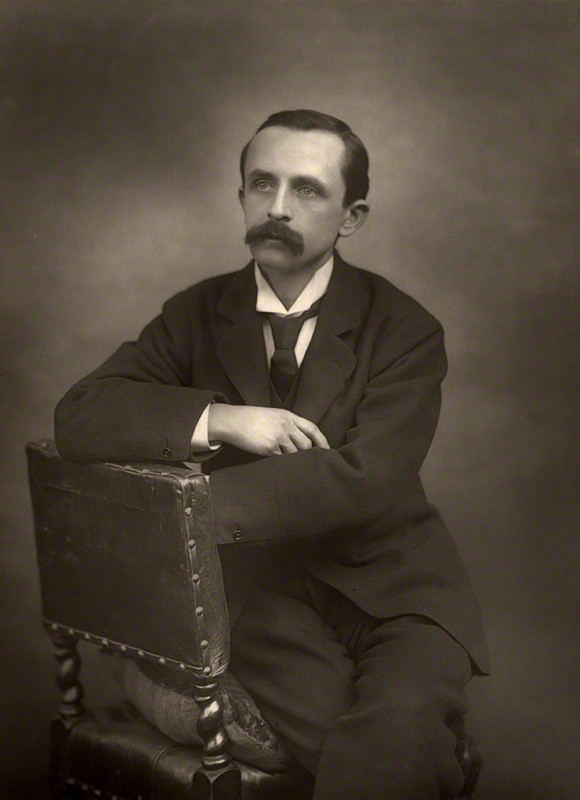
إشتهرت أعمال جيه إم باري بصعوبة وضعها في أي نوع أدبي محدد.

في عام 1968، ادعى لويد بيتزر أن الخطاب تحدده المواقف البلاغية في مقالته المعنونة «الموقف البلاغي». يشير الموقف الخطابي إلى حقيقة أن كل موقف له القدرة على الرد البلاغي. إنه يتطلع إلى فهم الطبيعة الكامنة وراء السياق الذي يحدد الخطاب. يقول بيتزر، «هذا هو الموقف الذي يحرض على خلق الخطاب». وبالتالي، فإن الموقف يتحكم في نوع الاستجابة الخطابية التي تحدث. كل موقف لديه استجابة مناسبة والتي يمكن للخطاب إما التصرف بناء عليه أو عدم التصرف. ركز هذا الباحث على أن الطبيعة الحتمية للموقف بوسعها إنشاء الخطاب، لأن الخطاب يأتي فقط إلى حيز الوجود كرد فعل على موقف معين. يختلف الخطاب وفقًا لسياق المعنى الذي يتم إنشاؤه بسبب الموقف، ولهذا فهو «مضمن في الموقف ذاته».
في اللحظة التي تظهر فيها المواقف الخطابية إلى حيز الوجود يعتقد بيتزر أن في تلك الحالة يمكن للمواقف أن تنضج وتزول أو تنضج وتستمر في الوجود. يصف بيتزر المواقف الخطابية بأنها تحتوي على ثلاثة مكونات وهي: الضرورة والجمهور والقيود. حيث يسلط الضوء على ستة من الخصائص المطلوبة في الموقف الخطابي الضروري لخلق النص. ففي البداية يقوم الموقف بإستدعاء الخطابة لإنشاء النص، ويدعو إلى استجابة معينة تلائم الموقف، وهذه الاستجابة بوسعها تلبية المتطلبات الضرورية للحالة، ومن ثم تقع الضرورة التي تخلق النص في الواقع، فالمواقف الخطابية تظهر هياكل بسيطة أو معقدة، فبعد ظهور تلك المواقف الخطابية على السطح يمكنها أن تستمر أو تتراجع بحسب الحاجة. حجة بيتزر الرئيسية هي أن مفهوم الخطاب يستخدم «لإحداث تغييرات قيمة في الواقع» (بيتزر 14).
في عام 1984، درست كارولين ر. ميلر Miller النوع من حيث المواقف الخطابية، حيث ادعت أن «المواقف هي عبارة عن بنيات اجتماعية ناتجة عن تعريف وليس عن إدراك لتلك المواقف». وبعبارة أخرى، نحن أساساً نقوم بتعريف مواقفنا. يبدو أن ميلر تنطلق من حجة بيتزر بشأن ماهية مايجعل شيئًا ما بلاغيًا، وهو القدرة على التغيير لإحداث النوع الأدبي. مقابل وجهة نظر بيتزر المحددة سلفا والمحدودة على إنشاء الأنواع الأدبية، حيث تعتقد ميلر أن الأنواع يتم إنشاؤها من خلال بنيات اجتماعية. واتفقت مع بيتزر على أن الردود الماضية يمكن أن تشير إلى ما هو استجابة مناسبة للوضع الحالي، لكن ميلر ترى أنه من الناحية البلاغية، ينبغي أن يكون النوع «مركَّزًا ليس على الجوهر أو شكل الخطاب ولكن على الإجراء المستخدم في إنجازه». بما أن وجهة نظرها تركز على الإجراء، فلا يمكن تجاهل أن البشر يعتمدون على «سياق الموقف» بالإضافة إلى «الدوافع» التي تدفعهم إلى هذا الإجراء. فمن الأساس نحن «نخلق تكرارًا» أو ردود متشابهة، من خلال «التفسير» للأنواع. تعرف ميلر «الأنواع» بأنها «التعرف على أوجه التشابه المتصلة بالمبحث». لا تأتي الأنواع إلا بعد محاولتنا في تفسير الموقف عن طريق السياق الاجتماعي، مما يجعلنا نتمسك «بالتقليد». لا ترغب ميلر في اعتبار التكرار بمثابة عائق، لكنها ترى أن التكرر يعتبر نظرة ثاقبة «للحالة الإنسانية» تتمثل في طريقة إنشاء «نوع» جديد من خلال السماح بتطور روتين سابق إلى روتين جديد، وبالتالي الحفاظ على دورة مفتوحة معرضة للتغير بشكل دائم. في كلتا الحالتين، فإن وجهة نظر ميلر تتفق مع حقيقة أننا كبشر، مخلوقات تتمسك عادة بإحكام متصلة ب«مخزون معرفة» محددة. ولذلك يعتبر التغيير ابتكاراً، ومن خلال خلق «أنواع» جديدة بوسعنا المحافظة على «التقليد» والابتكار في نفس الوقت.

### التبادلية في النوع الأدبي
غالبًا ما يتعرف الناس على النوع الأدبي بناءً على الخصائص التي يوفرها الموقف. تعتقد إيمي ديفيت Devitt هذا بقولها «تم تسمية نوع ما بسبب علاماته الرسمية». ومع ذلك تقول أيضًا: «يمكن تحديد العلامات الرسمية لأنه سبق تسمية النوع بها» (Devitt 10). عندما نعتبر شيئًا ما نوعًا معينًا، نعلم أيضًا أن هذه الخصائص نفسها تسهم في ما نعتقد بالفعل أنه من النوع. يوضح هذان الاقتباسان كيف أن العملية تبادلية بين النوع الأدبي وبين خصائصه. تعرض Devitt الطبيعة المتبادلة للنوع والموقف وفقًا للفرد باستخدام مثال لقائمة الطلبات الخاصة بالبقالة. والسؤال الذي تطرحه كالتالي: هل نستطيع القول بأن هناك قائمة للبقالة لأنها تسرد طلبات البقالة أم لأن شخصًا ما يقول إنها قائمة بقالة، وعلى هذا الأساس يمكننا التعرف على جميع العناصر الموجودة في القائمة على أنها طلبات بقالة؟ على الرغم من أن أي إجابة محتملة على هذا السؤال المطروح يمكن أن تتناقض مع بعضها البعض، فإن جميع الإجابات صحيحة. وعلى هذه الشاكلة، يتعرف الأفراد على خصائص المواقف الخطابية المتكررة بالطريقة نفسها التي يرون فيها بعض الخصائص بمثابة تأكيد لما يعرفونه عن هذا النوع الموجود مسبقًا. تعمل السمات الخطابية لهذا النوع ككائنين يُعَرّفان ويحددهما النوع. وبعبارة أخرى، فإن المواقف النوعية والبلاغية تعد بمثابة انعكاس تبادلي لبعضهم البعض. فقد ركز ديفت Devitt على نظام نشاط النوع وكذلك على وضع المشاركين وسياقاتهم ونصهم ووجدت بأن جميعهم يتم خلقه بشكل متبادل حيث «لا يوجد جانب واحد يحدد الآخر تمامًا».

## روابط خارجية
- مقدمة لنظرية النوع بقلم دانيال تشاندلر
- النوع عبر الحدود (GXB)
- العدد الخاص لمنتدى التكوين حول دراسات النوع البلاغي
- مؤتمر دولي متعلق بتحليل النوع: يمكنك العثور على بعض المعلومات والأحداث المتعلقة بـ Metadiscourse Across Genres من خلال زيارة موقع MAG 2017 على الويب